# 第23回スーパーボウル
第23回スーパーボウル（だい23かいスーパーボウル、Super Bowl XXIII）は、1989年1月22日にアメリカ合衆国フロリダ州マイアミガーデンズのジョー・ロビー・スタジアムで開催されたアメリカンフットボールの試合。1988年シーズンのNFL優勝をかけて、AFC王者シンシナティ・ベンガルズとNFC王者サンフランシスコ・フォーティナイナーズが対戦した。その結果、ナイナーズがベンガルズを20-16で破って、4年ぶり3度目のスーパーボウル制覇を果たした。MVPはナイナーズのワイドレシーバーであるジェリー・ライスが受賞した。

## 背景
1985年3月10日から15日に開かれたオーナー会議で、フロリダ州マイアミでの6度目となる開催が決定した。過去5回の開催スタジアムはマイアミ・オレンジボウルだったが、この試合ではジョー・ロビー・スタジアムが選ばれた。

### サンフランシスコ・フォーティナイナーズ
ナイナーズはマイアミ・ドルフィンズを破った第19回スーパーボウル以来4年ぶりの出場となった。過去3シーズン、チームはプレーオフ出場を果たしていたがいずれも1回戦で姿を消していた。シーズン中、モンタナとタンパベイ・バッカニアーズから獲得したスティーブ・ヤングの間で先発QBの座が争われた。チームは第11週終了時点で6勝5敗だったが、残り5試合に先発したモンタナが4勝をあげて10勝6敗まで成績を伸ばし、NFC西地区優勝でシーズンを終えた。モンタナは238回のパス成功で2,981ヤード、18TDをあげた。ジェリー・ライスは64回のキャッチで1,306ヤードを獲得、9TDをあげた。ロジャー・クレイグはチームトップの76回のキャッチをあげると共に、ラン、レシーブで合計2,036ヤードを稼ぎ、10TDをあげた。FBのトム・ラスマンも427ヤードを走るとともに42回のキャッチで387ヤードを獲得した。スペシャルチームでは2年目のジョン・テイラーがパントリターンでNFLトップの556ヤード、平均12.6ヤードをリターンし2TD、キックオフリターンでも228ヤード、レシーブでは14回のキャッチで325ヤード（平均23.2ヤード）を獲得した。
ディフェンスではティム・マッカイアーが7インターセプト、ロニー・ロットが5インターセプト、エリック・ライト、ジェフ・フラーと合わせてディフェンスバック陣で18インターセプトを奪った。またラインバッカーのチャールズ・ヘイリーが11.5サック、2ファンブルリカバーをあげた。

### シンシナティ・ベンガルズ
ストライキで短縮された1987年シーズン、サム・ワイチヘッドコーチとQBブーマー・アサイアソンは反目しあい、チームは4勝11敗に終わった。1988年、アサイアソンはキャリアベストとなる3,572ヤードを獲得、28TD、14INTでNFLトップのQBレイティング97.4の成績をあげて、シーズンMVPに選ばれた。
チームのオフェンスからは6人の選手がプロボウルに選ばれた。WRのエディ・ブラウンはチームトップの54回のキャッチでチーム記録の1,273ヤード、9TDをあげた。またピッツバーグ・スティーラーズ戦では1試合のチームレシーブ記録となる216ヤードを稼いだ。またWRティム・マギーとTEロドニー・ホールマンが合計75回のキャッチで1,213ヤード、9TDをあげた。新人FBイッキー・ウッズはチームトップの1,066ヤードを走り15TD、レシーブでも21回のキャッチで199ヤードを獲得、タッチダウンをあげた後に彼が行う、タッチダウンセレブレーション、イッキー・シャッフルと呼ばれるダンスでメディアに注目された。もう1人のRBジェームズ・ブルックスはラン、レシーブ合計で1,218ヤードを獲得、14TDをあげた。オフェンスラインはプロボウラーのマックス・モントーヤ、アンソニー・ムニョスに統率された。特にムニョスはそれまで3回NFL最優秀オフェンシブラインマンに選ばれており、プロボウルにも8回選ばれていた。ベンガルズのオフェンスはNFLトップの448得点、ラン獲得2,710ヤード。トータルオフェンスで6,302ヤードを獲得した。
ディフェンスはNFL28チーム中、17位で相手に5,556ヤードを与え、329失点を喫した。チームは優れたディフェンスラインを持っており、プロボウルDTティム・クラムリーの他、ジム・スコーが9.5サック、デビッド・グラントが5サック、ジェイソン・バックが6サックをあげた。またディフェンスバックのエリック・トーマス、デビッド・フルチャーが合計12インターセプト、Sルイス・ビラップスが4インターセプト、2ファンブルリカバーをあげた。
チームは12勝4敗で前年地区最下位からAFC中地区優勝を果たした。

### プレーオフ
ベンガルズはプレーオフでシアトル・シーホークスを21-13、バッファロー・ビルズを21-10で破った。イッキー・ウッズがプレーオフ2試合で合計228ヤード、3TDと活躍、シーズン17位だったディフェンスも2試合合計で23失点に相手を抑え5インターセプトを奪った。
ランオフェンスでNFLのトップ10にそれぞれ入るシーホークスとビルズを相手に、ベンガルズのディフェンス陣は平均2ヤードしか許さなかった。AFCチャンピオンシップゲームのビルズ戦ではイッキー・ウッズが2TDをあげた。ディック・ルボーディフェンスコーディネーターが後半よりLBレオ・バーカー、ランに強いFSソロモン・ウィルコッツの代わりに、パスに強い控えSSバーニー・ブッシー、コーナーバックも務められる新人リッキー・ディクソンを投入、ビルズのボール保持時間を後半30分のうち、9分4秒に抑えた。この試合ビルズオフェンスをラン17回で45ヤード、ケリーをパス30回中14回成功、163ヤードに抑え、3インターセプトをあげるとともに、3サックを浴びせた。
ナイナーズはミネソタ・バイキングスを34-9、シカゴ・ベアーズを28-3と圧倒し勝ち上がった。NFCチャンピオンシップゲームはロードでの勝利となったがこれは1979年以来のことであった。

### トーナメント表
|  | |                                     |                                     |                            |                      |                                    |                                     |                           |                                   |                                   |                                   |                               |                               |                               |  |  |  |  |
|  | 12月24日 クリーブランド・スタジアム | 12月24日 クリーブランド・スタジアム | 12月24日 クリーブランド・スタジアム |                            |                      | 1月1日 リッチ・スタジアム          | 1月1日 リッチ・スタジアム           | 1月1日 リッチ・スタジアム |                                   |                                   |                                   |                               |                               |                               |  |  |  |  |
|  | 12月24日 クリーブランド・スタジアム | 12月24日 クリーブランド・スタジアム | 12月24日 クリーブランド・スタジアム |                            |                      | 1月1日 リッチ・スタジアム          | 1月1日 リッチ・スタジアム           | 1月1日 リッチ・スタジアム |                                   |                                   |                                   |                               |                               |                               |  |  |  |  |
|  | 12月24日 クリーブランド・スタジアム | 12月24日 クリーブランド・スタジアム | 12月24日 クリーブランド・スタジアム |                            |                      | 1月1日 リッチ・スタジアム          | 1月1日 リッチ・スタジアム           | 1月1日 リッチ・スタジアム |                                   |                                   |                                   |                               |                               |                               |  |  |  |  |
|  | 12月24日 クリーブランド・スタジアム | 12月24日 クリーブランド・スタジアム | 12月24日 クリーブランド・スタジアム |                            |                      | 1月1日 リッチ・スタジアム          | 1月1日 リッチ・スタジアム           | 1月1日 リッチ・スタジアム |                                   |                                   |                                   |                               |                               |                               |  |  |  |  |
|  | 5 | オイラーズ                          | 24                                  |                            |                      | 1月1日 リッチ・スタジアム          | 1月1日 リッチ・スタジアム           | 1月1日 リッチ・スタジアム |                                   |                                   |                                   |                               |                               |                               |  |  |  |  |
|  | 5 | オイラーズ                          | 24                                  | 5                          | オイラーズ           | 10                                 |                                     |                           |                                   |                                   |                                   |                               |                               |                               |  |  |  |  |
|  | 4 | ブラウンズ                          | 23                                  | 5                          | オイラーズ           | 10                                 |                                     |                           | 1月8日 リバーフロント・スタジアム | 1月8日 リバーフロント・スタジアム | 1月8日 リバーフロント・スタジアム |                               |                               |                               |  |  |  |  |
|  | 4 | ブラウンズ                          | 23                                  | 2                          | ビルズ               | 17                                 |                                     |                           | 1月8日 リバーフロント・スタジアム | 1月8日 リバーフロント・スタジアム | 1月8日 リバーフロント・スタジアム |                               |                               |                               |  |  |  |  |
|  | |                                     |                                     | 2                          | ビルズ               | 17                                 |                                     |                           | 1月8日 リバーフロント・スタジアム | 1月8日 リバーフロント・スタジアム | 1月8日 リバーフロント・スタジアム |                               |                               |                               |  |  |  |  |
|  | AFC |                                     |                                     |                            |                      |                                    |                                     |                           | 1月8日 リバーフロント・スタジアム | 1月8日 リバーフロント・スタジアム | 1月8日 リバーフロント・スタジアム |                               |                               |                               |  |  |  |  |
|  | |                                     |                                     | 2                          | ビルズ               | 10                                 |                                     |                           |                                   |                                   |                                   |                               |                               |                               |  |  |  |  |
|  | 12月31日 リバーフロント・スタジアム |                                     |                                     | 2                          | ビルズ               | 10                                 |                                     |                           |                                   |                                   |                                   |                               |                               |                               |  |  |  |  |
|  | | 1                                   | ベンガルズ                          | 21                         |                      |                                    |                                     |                           |                                   |                                   |                                   |                               |                               |                               |  |  |  |  |
|  | | 1                                   | ベンガルズ                          | 21                         |                      |                                    |                                     |                           |                                   |                                   |                                   |                               |                               |                               |  |  |  |  |
|  | |                                     |                                     | AFC チャンピオンシップ     |                      |                                    |                                     |                           |                                   |                                   |                                   |                               |                               |                               |  |  |  |  |
|  | 3 | シーホークス                        | 13                                  |                            |                      |                                    |                                     |                           |                                   |                                   |                                   |                               |                               |                               |  |  |  |  |
|  | 3 | シーホークス                        | 13                                  |                            |                      | 1月22日 ジョー・ロビー・スタジアム |                                     |                           |                                   |                                   |                                   |                               |                               |                               |  |  |  |  |
|  | 1 | ベンガルズ                          | 21                                  |                            |                      |                                    |                                     |                           |                                   |                                   |                                   |                               |                               |                               |  |  |  |  |
|  | 1 | ベンガルズ                          | 21                                  | ワイルドカード・プレーオフ |                      |                                    |                                     |                           |                                   |                                   |                                   |                               |                               |                               |  |  |  |  |
|  | ディビジョナル・プレーオフ |                                     |                                     |                            |                      |                                    |                                     |                           |                                   |                                   |                                   |                               |                               |                               |  |  |  |  |
|  | 12月26日 HHHメトロドーム | 12月26日 HHHメトロドーム            | 12月26日 HHHメトロドーム            | A1                         | ベンガルズ           | 16                                 |                                     |                           |                                   |                                   |                                   |                               |                               |                               |  |  |  |  |
|  | 12月26日 HHHメトロドーム | 12月26日 HHHメトロドーム            | 12月26日 HHHメトロドーム            | A1                         | ベンガルズ           | 16                                 | 1月1日 キャンドルスティック・パーク |                           |                                   |                                   |                                   |                               |                               |                               |  |  |  |  |
|  | 12月26日 HHHメトロドーム | 12月26日 HHHメトロドーム            | 12月26日 HHHメトロドーム            |                            | N2                   | 49ers                              | 20                                  |                           |                                   |                                   |                                   |                               |                               |                               |  |  |  |  |
|  | 12月26日 HHHメトロドーム | 12月26日 HHHメトロドーム            | 12月26日 HHHメトロドーム            |                            | N2                   | 49ers                              | 20                                  |                           |                                   |                                   |                                   |                               |                               |                               |  |  |  |  |
|  | 5 | ラムズ                              | 17                                  | 第23回スーパーボウル       | 第23回スーパーボウル | 第23回スーパーボウル               |                                     |                           |                                   |                                   |                                   |                               |                               |                               |  |  |  |  |
|  | 5 | ラムズ                              | 17                                  | 第23回スーパーボウル       | 第23回スーパーボウル | 第23回スーパーボウル               | 4                                   | バイキングス              | 9                                 |                                   |                                   |                               |                               |                               |  |  |  |  |
|  | 4 | バイキングス                        | 28                                  | 第23回スーパーボウル       | 第23回スーパーボウル | 第23回スーパーボウル               | 4                                   | バイキングス              | 9                                 |                                   |                                   | 1月8日 ソルジャー・フィールド | 1月8日 ソルジャー・フィールド | 1月8日 ソルジャー・フィールド |  |  |  |  |
|  | 4 | バイキングス                        | 28                                  | 第23回スーパーボウル       | 第23回スーパーボウル | 第23回スーパーボウル               | 2                                   | 49ers                     | 34                                |                                   |                                   | 1月8日 ソルジャー・フィールド | 1月8日 ソルジャー・フィールド | 1月8日 ソルジャー・フィールド |  |  |  |  |
|  | |                                     |                                     |                            |                      |                                    | 2                                   | 49ers                     | 34                                |                                   |                                   | 1月8日 ソルジャー・フィールド | 1月8日 ソルジャー・フィールド | 1月8日 ソルジャー・フィールド |  |  |  |  |
|  | NFC |                                     |                                     |                            |                      |                                    |                                     |                           |                                   |                                   |                                   | 1月8日 ソルジャー・フィールド | 1月8日 ソルジャー・フィールド | 1月8日 ソルジャー・フィールド |  |  |  |  |
|  | |                                     |                                     | 2                          | 49ers                | 28                                 |                                     |                           |                                   |                                   |                                   |                               |                               |                               |  |  |  |  |
|  | 12月31日 ソルジャー・フィールド |                                     |                                     | 2                          | 49ers                | 28                                 |                                     |                           |                                   |                                   |                                   |                               |                               |                               |  |  |  |  |
|  | | 1                                   | ベアーズ                            | 3                          |                      |                                    |                                     |                           |                                   |                                   |                                   |                               |                               |                               |  |  |  |  |
|  | | 1                                   | ベアーズ                            | 3                          |                      |                                    |                                     |                           |                                   |                                   |                                   |                               |                               |                               |  |  |  |  |
|  | |                                     |                                     | NFC チャンピオンシップ     |                      |                                    |                                     |                           |                                   |                                   |                                   |                               |                               |                               |  |  |  |  |
|  | 3 | イーグルス                          | 12                                  |                            |                      |                                    |                                     |                           |                                   |                                   |                                   |                               |                               |                               |  |  |  |  |
|  | 3 | イーグルス                          | 12                                  |                            |                      |                                    |                                     |                           |                                   |                                   |                                   |                               |                               |                               |  |  |  |  |
|  | 1 | ベアーズ                            | 20                                  |                            |                      |                                    |                                     |                           |                                   |                                   |                                   |                               |                               |                               |  |  |  |  |
|  | 1 | ベアーズ                            | 20                                  |                            |                      |                                    |                                     |                           |                                   |                                   |                                   |                               |                               |                               |  |  |  |  |
|  | - ディヴィジョナルプレイオフの試合は、同地区のチームが対戦しないように組まれている。 - チーム名の左の数字はシード順。 - スーパーボウル開催地は事前にオーナー会議で決定。 - チーム名の左の数字は、1988年レギュラーシーズンの結果に基づいて決定されたシード順。 |                                     |                                     |                            |                      |                                    |                                     |                           |                                   |                                   |                                   |                               |                               |                               |  |  |  |  |

## 試合開始前の話題
レギュラーシーズンの成績はベンガルズが上で、アサイアソンがMVPに選ばれていたものの、それまでに2度スーパーボウルを制したモンタナのいるナイナーズが有利と目された。アサイアソンはパスを投げる方の左肩を痛めており、攻撃の中心はウッズとブルックスによるランになると予想された。
シーズン中浮き沈みが激しかったモンタナはプレーオフ2試合で466ヤード、5TD、1INTの成績をあげた。一方アサイアソンはプレーオフ2試合でわずか202ヤード、1TD、2INTに終わった。
スーパーボウル前日、ベンガルズでチーム3位の398ヤードを走るとともにブロックでも活躍していたRBスタンリー・ウィルソンがホテルの自室でコカインを服用し捕まり、出場停止となった。

## 試合経過
| \| 開始 \| 開始 \| 開始 \| ボール保持 \| ドライブ \| ドライブ \| TOP \| 結果 \| 得点内容 \| 得点内容 \| 得点内容 \| 得点 \| 得点 \| \| Q \| 時間 \| 地点 \| ボール保持 \| P \| yd \| TOP \| 結果 \| yd \| 得点者 \| PAT \| ベンガルズ \| 49ers \| \| ------------------------------------------------------------------------------------------------------------------------------- \| ------------------------------------------------------------------------------------------------------------------------------- \| ------------------------------------------------------------------------------------------------------------------------------- \| ------------------------------------------------------------------------------------------------------------------------------- \| ------------------------------------------------------------------------------------------------------------------------------- \| ------------------------------------------------------------------------------------------------------------------------------- \| ------------------------------------------------------------------------------------------------------------------------------- \| ------------------------------------------------------------------------------------------------------------------------------- \| ------------------------------------------------------------------------------------------------------------------------------- \| ------------------------------------------------------------------------------------------------------------------------------- \| ------------------------------------------------------------------------------------------------------------------------------- \| ---------- \| ----- \| \| 1 \| 15:00 \| 自陣27 \| 49ERS \| 6 \| 13 \| 2:29 \| パント \| — \| — \| — \| — \| — \| \| 1 \| 12:31 \| 自陣26 \| ベンガルズ \| 7 \| 35 \| 4:15 \| パント \| — \| — \| — \| — \| — \| \| 1 \| 8:16 \| 自陣3 \| 49ERS \| 13 \| 73 \| 5:02 \| フィールドゴール成功 \| 41 \| Cofer \| — \| 0 \| 3 \| \| 1 \| 3:14 \| 自陣20 \| ベンガルズ \| 5 \| 13 \| 2:51 \| パント \| — \| — \| — \| — \| — \| \| 1 \| 0:23 \| 自陣30 \| 49ERS \| 7 \| 68 \| 2:24 \| 19ydフィールドゴール失敗 \| — \| — \| — \| — \| — \| \| 2 \| 12:59 \| 自陣20 \| ベンガルズ \| 3 \| 8 \| 1:53 \| パント \| — \| — \| — \| — \| — \| \| 2 \| 11:06 \| 敵陣46 \| 49ERS \| 3 \| 12 \| 1:12 \| ファンブルロスト \| — \| — \| — \| — \| — \| \| 2 \| 9:54 \| 自陣41 \| ベンガルズ \| 5 \| 9 \| 2:02 \| パント \| — \| — \| — \| — \| — \| \| 2 \| 7:52 \| 自陣11 \| 49ERS \| 6 \| 1 \| 3:48 \| パント \| — \| — \| — \| — \| — \| \| 2 \| 4:04 \| 敵陣44 \| ベンガルズ \| 6 \| 28 \| 2:49 \| フィールドゴール成功 \| 34 \| Breech \| — \| 3 \| 3 \| \| 2 \| 1:15 \| 自陣25 \| 49ERS \| 4 \| 17 \| 1:02 \| パント \| — \| — \| — \| — \| — \| \| 2 \| 0:13 \| 自陣3 \| ベンガルズ \| 1 \| 0 \| 0:13 \| 前半終了 \| — \| — \| — \| — \| — \| \| 前半終了 \| \| \| \| \| \| \| \| \| \| \| \| \| \| 3 \| 15:00 \| 自陣15 \| ベンガルズ \| 13 \| 61 \| 9:21 \| フィールドゴール成功 \| 43 \| Breech \| — \| 6 \| 3 \| \| 3 \| 5:45 \| 自陣31 \| 49ERS \| 7 \| 28 \| 3:16 \| パント \| — \| — \| — \| — \| — \| \| 3 \| 2:29 \| 自陣19 \| ベンガルズ \| 1 \| — \| 0:07 \| インターセプト \| — \| — \| — \| — \| — \| \| 3 \| 2:22 \| 敵陣23 \| 49ERS \| 4 \| 8 \| 1:32 \| フィールドゴール成功 \| 32 \| Cofer \| — \| 6 \| 6 \| \| 3 \| 0:50 \| — \| ベンガルズ \| — \| — \| 0:16 \| キックオフリターンTD \| 93 \| S.Jennings \| キック成功 \| 13 \| 6 \| \| 3 \| 0:34 \| 自陣15 \| 49ERS \| 4 \| 85 \| 1:31 \| タッチダウン（パス） \| 14 \| モンタナ→ライス \| キック成功 \| 13 \| 13 \| \| 4 \| 14:03 \| 自陣35 \| ベンガルズ \| 5 \| 8 \| 2:58 \| パント \| — \| — \| — \| — \| — \| \| 4 \| 11:05 \| 自陣18 \| 49ERS \| 4 \| 50 \| 2:18 \| 49ydフィールドゴール失敗 \| — \| — \| — \| — \| — \| \| 4 \| 8:47 \| 自陣32 \| ベンガルズ \| 11 \| 46 \| 5:27 \| フィールドゴール成功 \| 40 \| Breech \| — \| 16 \| 13 \| \| 4 \| 3:20 \| 自陣8 \| 49ERS \| 11 \| 92 \| 2:46 \| タッチダウン（パス） \| 10 \| モンタナ→J. Taylor \| キック成功 \| 16 \| 20 \| \| 4 \| 0:34 \| 自陣26 \| ベンガルズ \| 4 \| 1 \| 0:34 \| 第4ダウン失敗 \| — \| — \| — \| — \| — \| \| P=プレー数、TOP=タイム・オブ・ポゼッション、PAT=ポイント・アフター・タッチダウン。 アメリカンフットボールの用語集 (en) も参照。 \| P=プレー数、TOP=タイム・オブ・ポゼッション、PAT=ポイント・アフター・タッチダウン。 アメリカンフットボールの用語集 (en) も参照。 \| P=プレー数、TOP=タイム・オブ・ポゼッション、PAT=ポイント・アフター・タッチダウン。 アメリカンフットボールの用語集 (en) も参照。 \| P=プレー数、TOP=タイム・オブ・ポゼッション、PAT=ポイント・アフター・タッチダウン。 アメリカンフットボールの用語集 (en) も参照。 \| P=プレー数、TOP=タイム・オブ・ポゼッション、PAT=ポイント・アフター・タッチダウン。 アメリカンフットボールの用語集 (en) も参照。 \| P=プレー数、TOP=タイム・オブ・ポゼッション、PAT=ポイント・アフター・タッチダウン。 アメリカンフットボールの用語集 (en) も参照。 \| P=プレー数、TOP=タイム・オブ・ポゼッション、PAT=ポイント・アフター・タッチダウン。 アメリカンフットボールの用語集 (en) も参照。 \| P=プレー数、TOP=タイム・オブ・ポゼッション、PAT=ポイント・アフター・タッチダウン。 アメリカンフットボールの用語集 (en) も参照。 \| P=プレー数、TOP=タイム・オブ・ポゼッション、PAT=ポイント・アフター・タッチダウン。 アメリカンフットボールの用語集 (en) も参照。 \| P=プレー数、TOP=タイム・オブ・ポゼッション、PAT=ポイント・アフター・タッチダウン。 アメリカンフットボールの用語集 (en) も参照。 \| P=プレー数、TOP=タイム・オブ・ポゼッション、PAT=ポイント・アフター・タッチダウン。 アメリカンフットボールの用語集 (en) も参照。 \| 16 \| 20 \| | | | | | | | | | | |            |       |
| 開始 | 開始 | 開始 | ボール保持 | ドライブ | ドライブ | TOP | 結果 | 得点内容 | 得点内容 | 得点内容 | 得点       | 得点  |
| Q | 時間 | 地点 | ボール保持 | P | yd | TOP | 結果 | yd | 得点者 | PAT | ベンガルズ | 49ers |
| 1 | 15:00 | 自陣27 | 49ERS | 6 | 13 | 2:29 | パント | — | — | — | —          | —     |
| 1 | 12:31 | 自陣26 | ベンガルズ | 7 | 35 | 4:15 | パント | — | — | — | —          | —     |
| 1 | 8:16 | 自陣3 | 49ERS | 13 | 73 | 5:02 | フィールドゴール成功 | 41 | Cofer | — | 0          | 3     |
| 1 | 3:14 | 自陣20 | ベンガルズ | 5 | 13 | 2:51 | パント | — | — | — | —          | —     |
| 1 | 0:23 | 自陣30 | 49ERS | 7 | 68 | 2:24 | 19ydフィールドゴール失敗 | — | — | — | —          | —     |
| 2 | 12:59 | 自陣20 | ベンガルズ | 3 | 8 | 1:53 | パント | — | — | — | —          | —     |
| 2 | 11:06 | 敵陣46 | 49ERS | 3 | 12 | 1:12 | ファンブルロスト | — | — | — | —          | —     |
| 2 | 9:54 | 自陣41 | ベンガルズ | 5 | 9 | 2:02 | パント | — | — | — | —          | —     |
| 2 | 7:52 | 自陣11 | 49ERS | 6 | 1 | 3:48 | パント | — | — | — | —          | —     |
| 2 | 4:04 | 敵陣44 | ベンガルズ | 6 | 28 | 2:49 | フィールドゴール成功 | 34 | Breech | — | 3          | 3     |
| 2 | 1:15 | 自陣25 | 49ERS | 4 | 17 | 1:02 | パント | — | — | — | —          | —     |
| 2 | 0:13 | 自陣3 | ベンガルズ | 1 | 0 | 0:13 | 前半終了 | — | — | — | —          | —     |
| 前半終了 | | | | | | | | | | |            |       |
| 3 | 15:00 | 自陣15 | ベンガルズ | 13 | 61 | 9:21 | フィールドゴール成功 | 43 | Breech | — | 6          | 3     |
| 3 | 5:45 | 自陣31 | 49ERS | 7 | 28 | 3:16 | パント | — | — | — | —          | —     |
| 3 | 2:29 | 自陣19 | ベンガルズ | 1 | — | 0:07 | インターセプト | — | — | — | —          | —     |
| 3 | 2:22 | 敵陣23 | 49ERS | 4 | 8 | 1:32 | フィールドゴール成功 | 32 | Cofer | — | 6          | 6     |
| 3 | 0:50 | — | ベンガルズ | — | — | 0:16 | キックオフリターンTD | 93 | S.Jennings | キック成功 | 13         | 6     |
| 3 | 0:34 | 自陣15 | 49ERS | 4 | 85 | 1:31 | タッチダウン（パス） | 14 | モンタナ→ライス | キック成功 | 13         | 13    |
| 4 | 14:03 | 自陣35 | ベンガルズ | 5 | 8 | 2:58 | パント | — | — | — | —          | —     |
| 4 | 11:05 | 自陣18 | 49ERS | 4 | 50 | 2:18 | 49ydフィールドゴール失敗 | — | — | — | —          | —     |
| 4 | 8:47 | 自陣32 | ベンガルズ | 11 | 46 | 5:27 | フィールドゴール成功 | 40 | Breech | — | 16         | 13    |
| 4 | 3:20 | 自陣8 | 49ERS | 11 | 92 | 2:46 | タッチダウン（パス） | 10 | モンタナ→J. Taylor | キック成功 | 16         | 20    |
| 4 | 0:34 | 自陣26 | ベンガルズ | 4 | 1 | 0:34 | 第4ダウン失敗 | — | — | — | —          | —     |
| P=プレー数、TOP=タイム・オブ・ポゼッション、PAT=ポイント・アフター・タッチダウン。 アメリカンフットボールの用語集 (en) も参照。 | P=プレー数、TOP=タイム・オブ・ポゼッション、PAT=ポイント・アフター・タッチダウン。 アメリカンフットボールの用語集 (en) も参照。 | P=プレー数、TOP=タイム・オブ・ポゼッション、PAT=ポイント・アフター・タッチダウン。 アメリカンフットボールの用語集 (en) も参照。 | P=プレー数、TOP=タイム・オブ・ポゼッション、PAT=ポイント・アフター・タッチダウン。 アメリカンフットボールの用語集 (en) も参照。 | P=プレー数、TOP=タイム・オブ・ポゼッション、PAT=ポイント・アフター・タッチダウン。 アメリカンフットボールの用語集 (en) も参照。 | P=プレー数、TOP=タイム・オブ・ポゼッション、PAT=ポイント・アフター・タッチダウン。 アメリカンフットボールの用語集 (en) も参照。 | P=プレー数、TOP=タイム・オブ・ポゼッション、PAT=ポイント・アフター・タッチダウン。 アメリカンフットボールの用語集 (en) も参照。 | P=プレー数、TOP=タイム・オブ・ポゼッション、PAT=ポイント・アフター・タッチダウン。 アメリカンフットボールの用語集 (en) も参照。 | P=プレー数、TOP=タイム・オブ・ポゼッション、PAT=ポイント・アフター・タッチダウン。 アメリカンフットボールの用語集 (en) も参照。 | P=プレー数、TOP=タイム・オブ・ポゼッション、PAT=ポイント・アフター・タッチダウン。 アメリカンフットボールの用語集 (en) も参照。 | P=プレー数、TOP=タイム・オブ・ポゼッション、PAT=ポイント・アフター・タッチダウン。 アメリカンフットボールの用語集 (en) も参照。 | 16         | 20    |

この試合では両チームに多くのけが人が出た。開始3プレー目でナイナーズのタックル、スティーブ・ウォレスが足首を負傷し退場、さらにベンガルズのティム・クラムリーは足首を180度近くひねって左足の骨を2本折った。
お互い最初のドライブはパントに終わった。続くドライブでナイナーズは自陣3ヤード地点から始まったがラフィング・ザ・パサーの反則、第3ダウン残り10ヤードからのトム・ラスマンへの17ヤードのスクリーンパスで敵陣24ヤードまでボールを進めた。しかしそこからレシーバーがパスを落球（マイク・ウィルソンが2ヤード地点でパスを落としたプレーはスーパーボウル史上初めてインスタントリプレイが利用された。）、マイク・コーファーが41ヤードのFGを決めて3-0となった。
続くドライブではジェリー・ライスが自陣45ヤード地点で、自らはじいたボールを片手でキャッチしてからサイドラインに出た。その後敵陣42ヤードまで攻め込んだモンタナはルイス・ビラップスにマンツーマンでカバーされたライスにパスを通し敵陣10ヤードまで進入した。その後第3ダウンからのラスマンのランがデビッド・フルチャーに2ヤード地点で止められ、19ヤードのFGをコーファーが外した。
続くベンガルズの攻撃はパントに終わったがリー・ジョンソンのキックしたボールをジョン・テイラーが直接キャッチできず、ナイナーズ9ヤード地点までボールは転がり、スーパーボウル記録となる63ヤードのパントとなった。しかしこのボールを拾ったテイラーは自分のミスを帳消しにする45ヤードのリターンで敵陣46ヤードまでボールを戻した。絶好のフィールドポジションからの攻撃となったナイナーズであったが最初のプレーでRBハリー・シドニーがボールをファンブル、10ヤード後退した。続くプレーでは、負傷したクラムリーの代わりに入ったデビッド・グラントがモンタナをサックした。続くプレーでロジャー・クレイグがフルチャーのヒットでファンブル、ベンガルズのDEジム・スコーが自陣41ヤード地点でボールをリカバーした。
ベンガルズは敵陣42ヤードまでボールを進めたが、パスが2回連続不成功となった次のプレーでダニー・スタッブスがブーマー・アサイアソンをサック、パントとなった。ここでリー・ジョンソンがすばらしいパントを蹴り、敵陣11ヤードからの攻撃を強いた。ベンガルズのディフェンスはここでナイナーズを1ヤードしか進めず、バリー・ヘルトンの37ヤードのパントをレイ・ホートンが5ヤードリターンし、敵陣44ヤードからの攻撃権を得た。
ベンガルズはこのドライブでティム・マギーへの18ヤードのパスなどで28ヤード前進させ、敵陣16ヤードまで攻め込んだ。その後第3ダウンからエディ・ブラウンを狙ったパスはオーバースローとなり、ジム・ブリーチが前半残り1分15秒にFGを決めて3-3の同点となった。前半はこのまま3-3でハーフタイムとなった。同点でハーフタイムとなるのはスーパーボウル史上初であった。また前半を3-3というスコアは第9回スーパーボウルでの2-0に次ぐロースコアの試合であった。
前半パス12回中わずか4回しか成功していなかったアサイアソンは後半最初のドライブでパス4回中3回成功（ジェームズ・ブルックスへの20ヤードのパス、クリス・コリンズワースへの23ヤード、11ヤードのパス）、54ヤードを稼ぐなど、9分15秒をかけて12プレーで61ヤードを前進、ブリーチの43ヤードのFGでベンガルズが6-3とリードした。
続くナイナーズの攻撃はパントに終わったが、ベンガルズに攻撃権が移った最初のプレーでナイナーズの新人LBビル・ロマノウスキーがアサイアソンのパスを敵陣23ヤードでインターセプトした。ここからナイナーズはファーストダウンを奪えず、コーファーが32ヤードのFGを決めて6-6の同点となった。
第3Qが残り1分を切ったところで両軍いずれもタッチダウンをあげていなかった。第3Q終了時点で両軍にTDなしという大会はそれまでになかった。ここでベンガルズのスタンフォード・ジェニングスがキックオフリターンで93ヤードのリターンTD（リターンTDをあげたのは、第17回大会でマイアミ・ドルフィンズのフルトン・ウォーカーがあげて以来史上2人目）を決めて13-6とベンガルズがリードした。
リードされたナイナーズはライスへの31ヤード、クレイグへの40ヤードのパスで前進し敵陣14ヤードまで前進、続くモンタナのパスはエンドゾーンでビラップスがあと少しでインターセプトするところであったが、続くプレーでライスへの14ヤードのTDパスが決まり、13-13、ナイナーズはわずか4プレーで同点に追いついた。
コーファーのキックオフはアウト・オブ・バーンズとなり、ベンガルズは自陣35ヤードからの攻撃権を得た。しかしこのドライブはパントとなり、ジョンソンのパントをジョン・テイラーがファンブルしたもののナイナーズのダリル・ポラードが自陣18ヤード地点でボールをリカバーした。
ここでモンタナからライスへの44ヤードのパス、クレイグの7ヤードのランでナイナーズは敵陣31ヤードまで進入したが、続くプレーでクレイグのランで1ヤード後退、第3ダウンでテイラーに投げられたパスをフルチャーがカット、コーファーが49ヤードのFGを狙うがボールは大きく右にそれて失敗した。
自陣32ヤード地点で攻撃権を得たベンガルズは第3ダウン残り13ヤードからイラ・ヒラリーへの17ヤードのパス、イッキー・ウッズの3回のランでの21ヤード、ブルックスへの12ヤードのプレイアクションパスなど、10プレーで46ヤードを前進、残り3分20秒にジム・ブリーチが40ヤードのFGを決めて16-13とリードした。
ナイナーズはキックオフリターンでイリーガルブロックの反則を犯してしまい、ハーフディスタンスの罰退、自陣8ヤード地点からの攻撃となった。勝利には92ヤードのドライブでTDが必要であったがモンタナはチームメートに「（エンドゾーンの）向こうにジョン・キャンディがいるぞ。」と語るなど冷静であった。残り時間の少ない中、ベンガルズのディフェンスはモンタナがサイドライン際にパスを投げて時計を止めようとするだろうと予測したが、モンタナはフィールド中央のクレイグ、TEジョン・フランクに連続してパスを通した。ライスへの7ヤードのパスが成功した後、クレイグの2回のランでナイナーズは自陣35ヤードまでボールを進めて最初のタイムアウトを取った。その後ライスへの17ヤード、クレイグへの13ヤードのパスで敵陣35ヤードまで前進した。次のプレーでモンタナはこのドライブで初めてパスを失敗、しかもイリーガルマン・ダウンフィールドの反則で10ヤード罰退、残り1分15秒で第1ダウン残り20ヤードに追い込まれた。この困難な状況でモンタナは敵陣33ヤード地点で3人のディフェンスに囲まれたライスへのパスを成功させ、ライスはランアフターキャッチで15ヤードを稼ぎ、このプレーは27ヤードのパスとなった。レイ・ホートンがライスを止めなければタッチダウンとなっていたところであった。クレイグへの8ヤードのパスで残り39秒で敵陣10ヤードまで前進、最後はジョン・テイラーへの10ヤードのTDパスが決まり20-16となり、モンタナは11回92ヤードのTDドライブを成功させた。残り時間わずかでのベンガルズの攻撃もアサイアソンからコリンズワースへのパスが失敗し試合終了、ナイナーズが4年ぶり3回目の優勝を果たした。1978年にレギュラーシーズンが16試合制になってから、10勝6敗のチームがスーパーボウルで優勝するのは初めてのことであった。なおモンタナは最後のドライブで過呼吸症候群にかかっていた。
MVPに選ばれたライスは11回のキャッチでスーパーボウル記録となる215ヤードを獲得、1TD、モンタナはパス36回中23回成功、スーパーボウル記録となる357ヤードを投げて、2TDをあげたクレイグは71ヤードを走るとともに8回のキャッチで101ヤードを獲得、スーパーボウル史上初めてRBとして100ヤード以上のレシーブを記録した。テイラーはパントリターンでスーパーボウル記録となる56ヤード、平均18.7ヤードのリターン、ベンガルズではジェニングスが2回のキックオフリターンで117ヤードをリターン、1TD、ウッズはこの試合両軍トップの79ヤードを走ったがTDはあげることができず、イッキー・シャッフルと呼ばれたタッチダウン・セレブレーションを見せることはできなかった。アサイアソンはパス25回中11回成功、144ヤードで0TD、1INT、コリンズワース（この試合を最後に引退）が3回のキャッチで40ヤードを獲得した。
この試合を最後にナイナーズのヘッドコーチ、ビル・ウォルシュが勇退し、ジョージ・シーファートが後任となった。

### スターティングラインアップ
| シンシナティ・ベンガルズ               | ポジション | サンフランシスコ・ フォーティナイナーズ |
| -------------------------------------- | ---------- | --------------------------------------- |
| オフェンス                             |            |                                         |
| エディ・ブラウン Eddie Brown           | WR         | ジェリー・ライス Jerry Rice             |
| アンソニー・ムニョス Anthony Muñoz     | LT         | スティーブ・ウォレス Steve Wallace      |
| ブルース・レイマーズ Bruce Reimers     | LG         | ジェシー・サポル Jesse Sapolu           |
| ブルース・コゼルスキ Bruce Kozerski    | C          | ランディ・クロス Randy Cross            |
| マックス・モントーヤ Max Montoya       | RG         | ガイ・マッキンタイア Guy McIntyre       |
| ブライアン・ブラドス Brian Blados      | RT         | ハリス・バートン Harris Barton          |
| ロドニー・ホールマン Rodney Holman     | TE         | ジョン・フランク John Frank             |
| ティム・マギー Tim McGee               | WR         | ジョン・テイラー John Taylor            |
| ブーマー・アサイアソン Boomer Esiason  | QB         | ジョー・モンタナ Joe Montana            |
| イッキー・ウッズ Ickey Woods           | FB         | トム・ラスマン Tom Rathman              |
| ジェームズ・ブルックス James Brooks    | RB         | ロジャー・クレイグ Roger Craig          |
| ディフェンス                           |            |                                         |
| ジム・スコウ Jim Skow                  | LE         | ラリー・ロバーツ Larry Roberts          |
| ティム・クラムリー Tim Krumrie         | NT         | マイケル・カーター Michael Carter       |
| ジェイソン・バック Jason Buck          | RE         | ケビン・フェイガン Kevin Fagan          |
| レオン・ホワイト Leon White            | LOLB       | チャールズ・ヘイリー Charles Haley      |
| カール・ザンダー Carl Zander           | LILB       | ジム・ファーンホースト Jim Fahnhorst    |
| ジョー・ケリー Joe Kelly               | RILB       | マイケル・ウォルター Michael Walter     |
| レジー・ウィリアムズ Reggie Williams   | ROLB       | キーナ・ターナー Keena Turner           |
| ルイス・ビラップス Lewis Billups       | LCB        | ティム・マッカイアー Tim McKyer         |
| エリック・トーマス Eric Thomas         | RCB        | ドン・グリフィン Don Griffin            |
| デビッド・フルチャー David Fulcher     | SS         | ジェフ・フラー Jeff Fuller              |
| ソロモン・ウィルコッツ Solomon Wilcots | FS         | ロニー・ロット Ronnie Lott              |
| スペシャルチーム                       |            |                                         |
| ジム・ブリーチ Jim Breech              | K          | マイク・コーファー Mike Cofer           |
| リー・ジョンソン Lee Johnson           | P          | バリー・ヘルトン Barry Helton           |
| ヘッドコーチ                           |            |                                         |
| サム・ワイチ Sam Wyche                 |            | ビル・ウォルシュ Bill Walsh             |

## テレビ中継とエンターテイメント
全米におけるテレビ中継はNBCが担当した。
ビリー・ジョエルがアメリカ国歌独唱を行った。コイントスは地元ドルフィンズの元選手、ニック・ブオニコンティ、ボブ・グリーシー、ラリー・リトルによって行われた。
試合は東部標準時午後5時に開始された。今大会は東部標準時午後6時より前に開始された最後の大会である。

### 日本におけるテレビ中継
- 日本テレビ
  - 実況:吉田填一郎 解説:後藤完夫
  - ゲスト解説:長嶋茂雄 アシスタント:菅原マリア
  - ゲスト:ザ・デストロイヤー、スタン・ハンセン、リサロッテ・ノイマン（英語版）、ウォーレン・クロマティ、江崎玲於奈
  - 試合終了後のハイライトは東京・麹町の日本テレビのスタジオで行われ、進行役は福沢朗（日本テレビアナウンサー・当時）、アシスタントは横井ひろみ（フリーアナウンサー）、ゲスト解説は堀内恒夫だった。

## 評価
2016年2月の第50回スーパーボウル開催を目前に控えた時期、複数のメディアが過去49回のスーパーボウルすべてを名勝負順に並べたランキングを発表した。そのうち『USAトゥデイ』のネイト・デービスと『サンディエゴ・ユニオン＝トリビューン』のエディ・ブラウンの2者が、この第23回をスーパーボウル史上3番目の名勝負と位置づけた。他のメディアでは、『ワシントン・ポスト』のジェレミー・ゴットリーブと『ニューヨーク・ポスト』のスティーブ・サービーがそれぞれ第7位、ESPNのジョン・クレイトンと『スポーツ・イラストレイテッド』のドン・バンクスと『ニューズデイ』のニール・ベストがそれぞれ第8位、『ニューヨーク・デイリーニューズ』のゲイリー・マイヤーズと『ヒューストン・クロニクル』のグレッグ・レイジャンがそれぞれ第10位という順位をつけている。